# Bert Drury
Herbert James Christrom Drury, detto Bert (Liverpool, 5 gennaio 1883 – 11 luglio 1936), è stato un ginnasta britannico.

## Palmarès

### Olimpiadi
- 1 medaglia:
  - 1 bronzo (Stoccolma 1912 nel concorso a squadre)